# 측도
수학에서 측도(測度, 영어: measure)는 특정 부분 집합에 대해 일종의 ‘크기’를 부여하며, 그 크기를 가산개로 쪼개어 계산할 수 있게 하는 함수이다. 측도의 개념은 유한 집합의 원소의 수 · 실수 구간의 길이 · 평면 도형의 넓이 · 3차원 입체의 부피의 개념을 공통적으로 일반화한다. 측도가 부여된 집합을 측도 공간(測度空間, 영어: measure space)이라고 한다. 이와 같이 측도와 측도 공간을 연구하는 수학 분야를 측도론(測度論, 영어: measure theory)이라고 한다.

## 정의

### 측도
불 대수의 두 원소 {\displaystyle x,y\in B}에 대하여, {\displaystyle x\land y=\bot }라면 두 원소가 서로소(-素, 영어: disjoint)라고 한다.
임의의 음이 아닌 확장된 실수들의 (비가산일 수 있는) 집합 {\displaystyle S\subseteq [0,\infty ]}의 합을 다음과 같이 정의하자.:129, (10.10)
{\displaystyle \sum S=\sup _{\scriptstyle S'\subseteq S \atop \scriptstyle |S'|<\aleph _{0}}\sum S'\in [0,\infty ]}
임의의 기수 {\displaystyle \kappa }가 주어졌다고 하자. {\displaystyle \kappa }-완비 불 대수 {\displaystyle \Sigma } 위의 함수 {\displaystyle \mu \colon \Sigma \to [0,\infty ]}가 다음 조건을 만족시킨다면, {\displaystyle \mu }가 {\displaystyle \kappa }-가법 측도(-加法測度, 영어: {\displaystyle \kappa }-additive measure)라고 한다.
- 임의의 서로소 원소들로 구성된 부분 집합 {\displaystyle {\mathcal {S}}\subseteq \Sigma }에 대하여, 만약 {\displaystyle |{\mathcal {S}}|<\kappa }라면, {\displaystyle \textstyle \mu (\bigvee {\mathcal {S}})=\sum \mu [{\mathcal {S}}]}.
  - (특히, {\displaystyle \kappa \geq 1}일 때, {\displaystyle {\mathcal {S}}=\varnothing }일 경우 {\displaystyle \textstyle \mu (\bot _{\Sigma })=0}이다.)
  - (특히, {\displaystyle \kappa \geq 2}일 때, 임의의 {\displaystyle A\leq B}에 대하여 {\displaystyle \mu (B)=\mu (A)+\mu (B\land \lnot A)\geq \mu (A)}이므로, {\displaystyle \mu }는 증가 함수이다.)

여기서 {\displaystyle [0,\infty ]}는 음이 아닌 확장된 실수의 전순서 집합이며, {\displaystyle \textstyle \bigvee }는 상한을 뜻하며, {\displaystyle \bot _{\Sigma }}은 시그마 대수의 최소 원소이다.
만약 {\displaystyle 2<\kappa \leq \aleph _{0}}일 경우, {\displaystyle \mu }를 유한 가법 측도(有限加法測度, 영어: finitely additive measure)라고 한다. 만약 {\displaystyle \kappa =\aleph _{1}}인 경우, {\displaystyle \aleph _{1}}-완비 불 대수를 시그마 대수라고 하며, {\displaystyle \mu }를 가산 가법 측도(加算加法測度, 영어: countably additive measure) 또는 시그마 가법 측도(σ加法測度, 영어: sigma-additive measure) 또는 단순히 측도라고 한다.
불 대수 {\displaystyle B} 위의 함수 {\displaystyle \mu \colon B\to [0,\infty ]}에 대하여 다음 두 조건이 서로 동치이다.
- 유한 가법 측도이다.
- 다음 세 조건이 성립한다.
  - {\displaystyle \mu (\bot _{B})=0}
  - (증가성) 임의의 {\displaystyle x,y\in B}에 대하여, 만약 {\displaystyle x\leq y}라면, {\displaystyle \mu (x)\leq \mu (y)}
  - (모듈러성) 임의의 {\displaystyle x,y\in B}에 대하여, {\displaystyle \mu (x\land y)+\mu (x\lor y)=\mu (x)+\mu (y)}

### 유한 측도
{\displaystyle \kappa }-완비 불 대수 {\displaystyle \Sigma } 위의 {\displaystyle \kappa }-가법 측도 {\displaystyle \mu }에 대하여, 만약 {\displaystyle \mu (\top _{\Sigma })<\infty }라면 {\displaystyle \mu }를 유한 측도(有限測度, 영어: finite measure)라고 한다. 만약 {\displaystyle \mu (\top _{\Sigma })=1}이라면 {\displaystyle \mu }를 확률 측도라고 한다. 사실, 임의의 {\displaystyle \kappa >\aleph _{1}}에 대하여, {\displaystyle \kappa }-가법 유한 측도는 가산 가법 유한 측도와 동치이다. 이는 유한 가법 유한 측도를 갖는 불 대수는 가산 사슬 조건(즉, 서로소 원소들의 비가산 집합을 갖지 않음)을 만족시키기 때문이다.:24, §3.3, Theorem 5
시그마 대수 {\displaystyle \Sigma } 위의 가산 가법 측도 {\displaystyle \mu }에 대하여, 만약
{\displaystyle \bigvee {\mathcal {S}}=\top _{\Sigma }}
{\displaystyle \forall S\in {\mathcal {S}}\colon \mu (S)<\infty }
{\displaystyle |{\mathcal {S}}|\leq \aleph _{0}}
를 만족시키는 부분 집합 {\displaystyle {\mathcal {S}}\subseteq \Sigma }가 존재한다면, {\displaystyle \mu }를 시그마 유한 측도(σ有限測度, 영어: sigma-finite measure)라고 한다.
불 대수 위의 유한 가법 측도 {\displaystyle \mu \colon \Sigma \to [0,\infty ]}에 대하여, 만약 다음 조건이 성립한다면, {\displaystyle \mu }를 준유한 측도(準有限測度, 영어: semifinite measure)라고 한다.:97, Exercise 1.12.132
- 임의의 {\displaystyle S\in \Sigma }에 대하여, 만약 {\displaystyle \mu (S)>0}이라면, {\displaystyle 0<\mu (T)<\infty }인 {\displaystyle \Sigma \ni T\subseteq S}가 존재한다.

완비 불 대수 위의 준유한 가산 가법 측도를 마하람 측도(영어: Maharam measure) 또는 국소화 가능 측도(영어: localizable measure)라고 한다.:97, Exercise 1.12.134

### 영집합의 순서 아이디얼
{\displaystyle \kappa }-완비 불 대수 {\displaystyle \Sigma } 위의 측도 {\displaystyle \mu }가 주어졌을 때, 그 영원소(零元素, 영어: null element)는 측도가 0인 원소이다. 그 집합을 다음과 같이 표기하자.
{\displaystyle \operatorname {Null} (\Sigma ,\mu )=\{S\in \Sigma \colon \mu (S)=0\}}
이는 {\displaystyle \kappa }-완비 순서 아이디얼을 이루며, 따라서 몫 대수 {\displaystyle {\tilde {\Sigma }}=\Sigma /\operatorname {Null} (\Sigma ,\mu )}를 정의할 수 있고, {\displaystyle \mu }는 그 위에 잘 정의된다. 이 경우, 추가로 다음 성질이 성립한다.
{\displaystyle \forall {\tilde {S}}\in {\tilde {\Sigma }}\colon \mu ({\tilde {S}})=0\iff {\tilde {S}}=\bot _{\tilde {\Sigma }}}
즉, 이 경우 자명하지 않은 영원소들을 없앨 수 있다.

### 측도 공간
측도 대수(測度代數, 영어: measure algebra)는 시그마 대수 {\displaystyle \Sigma }와 그 위의 측도 {\displaystyle \mu }의 순서쌍 {\displaystyle (\Sigma ,\mu )}이다.:277, §9.3
가측 공간 {\displaystyle (X,\Sigma )}에서, 가측 집합들의 집합족 {\displaystyle \Sigma \subseteq {\mathcal {P}}(X)}는 시그마 대수를 이룬다. 측도 공간 {\displaystyle (X,\Sigma ,\mu )}은 가측 공간 {\displaystyle (X,\Sigma )}과 {\displaystyle \Sigma } 위의 측도 {\displaystyle \mu }의 순서쌍이다. 만약 {\displaystyle \mu }가 확률 측도라면, {\displaystyle (X,\Sigma ,\mu )}를 확률 공간이라고 한다.

## 연산

### 합측도
임의의 측도 공간들의 족 {\displaystyle (X_{i},\Sigma _{i},\mu _{i})_{i\in I}}이 주어졌다고 하자. 그렇다면, 그 분리합집합
{\displaystyle X=\bigsqcup _{i\in I}X_{i}}
위에 시그마 대수
{\displaystyle \Sigma =\sigma \left(\bigsqcup \Sigma _{i}\right)}
를 부여하고, 그 위에 측도
{\displaystyle \mu \left(\bigsqcup _{i\in I}S_{i}\right)=\sum _{i\in I}\mu _{i}(S_{i})\qquad (\forall i\in I\colon S_{i}\in \Sigma _{i})}
를 부여할 수 있다.

### 곱측도
두 측도 공간 {\displaystyle (X,\Sigma ,\mu )}, {\displaystyle (X',\Sigma ',\mu ')}가 주어졌다고 하자. 그렇다면, 곱집합 {\displaystyle X\times X'} 위에 시그마 대수
{\displaystyle \Sigma \times \Sigma '=\sigma (\{S\times S'\colon S\in \Sigma ,\;S'\in \Sigma '\})}
를 부여하자. (여기서 {\displaystyle \sigma (-)}는 주어진 집합족으로 생성되는 최소의 시그마 대수를 뜻한다.) 이제, 추가로 {\displaystyle \mu }와 {\displaystyle \mu '}이 시그마 유한 측도라면, {\displaystyle \Sigma \times \Sigma '} 위에 다음과 같은 측도를 부여할 수 있다.
{\displaystyle \mu \times \mu '\colon A\mapsto \int _{X'}\mu (\{x\colon (x,y)\in A\})\,\mathrm {d} \mu '(y)=\int _{X}\mu '(\{y\colon (x,y)\in A\})\,\mathrm {d} \mu (x)\qquad (A\in \Sigma \times \Sigma ')}
시그마 유한 조건 아래, 이는 다음 항등식을 만족시키는, {\displaystyle \Sigma \times \Sigma '} 위의 유일한 측도이다.
{\displaystyle (\mu \times \mu ')(S\times S')=\mu (S)\mu (S')\qquad \forall S\in \Sigma ,\;S'\in \Sigma '}
(우변에서 {\displaystyle 0\cdot \infty =\infty \cdot 0=0}으로 놓는다.)
그러나 만약 시그마 유한 조건이 성립하지 않는다면 위 등식이 성립하지 못할 수 있다.

## 성질
임의의 측도 공간 {\displaystyle (X,\Sigma ,\mu )}에서 다음 명제들이 성립한다.
- (단조성) 부분 순서 집합 {\displaystyle (\Sigma ,\leq )}에서 음이 아닌 확장 실수선의 전순서 집합 {\displaystyle ([0,\infty ],\leq )}으로 가는 함수 {\displaystyle \mu }는 단조함수이다. 즉, {\displaystyle S_{1},S_{2}\in \Sigma }이며 {\displaystyle S_{1}\subset S_{2}}라면 {\displaystyle \mu (S_{1})\leq \mu (S_{2})}이다.
- 만약 {\displaystyle S_{1},S_{2},\dots \in \Sigma }라면, 다음이 성립한다.
{\displaystyle \mu \left(\bigcup _{i=1}^{\infty }S_{i}\right)=\lim _{n\to \infty }\mu \left(\bigcup _{i=1}^{n}S_{i}\right)\leq \sum _{i=1}^{\infty }\mu (S_{i})}
어떤 {\displaystyle n}에 대해 {\displaystyle \mu \left(\bigcap _{i=1}^{n}S_{i}\right)<\infty }라면, {\displaystyle \mu \left(\bigcap _{i=1}^{\infty }S_{i}\right)=\lim _{n\to \infty }\mu \left(\bigcap _{i=1}^{n}S_{i}\right)}

### 거리 구조

불 대수 {\displaystyle \Sigma } 위의 유한 가법 측도 {\displaystyle \mu \colon \Sigma \to [0,\infty ]}가 주어졌다고 하자. 그렇다면, {\displaystyle \Sigma } 위에 다음과 같은 확장된 유사 거리 함수(영어: extended pseudometric) {\displaystyle d\colon \Sigma \times \Sigma \to [0,\infty ]}를 정의할 수 있다.
{\displaystyle d(A,B)=\mu (A\triangle B)=\mu (A\setminus B\lor B\setminus A)\qquad (A,B\in \Sigma )}
여기서 {\displaystyle \triangle }은 대칭차이다.
만약 {\displaystyle \mu }가 유한 측도라면, 이는 유사 거리 공간을 이루며, 측도 대수 {\displaystyle \Sigma /\operatorname {Null} (\Sigma ,\mu )}는 거리 공간을 이룬다.

### 원자
불 대수 {\displaystyle \Sigma } 위의 유한 가법 측도 {\displaystyle \mu \colon \Sigma \to [0,\infty ]}가 주어졌을 때, 영원소들의 순서 아이디얼
{\displaystyle \operatorname {Null} (\Sigma ,\mu )=\{S\in \Sigma \colon \mu (S)=0\}}
을 생각하자. {\displaystyle \mu }의 원자(原子, 영어: atom)는 {\displaystyle \Sigma \setminus \operatorname {Null} (\Sigma ,\mu )}의 극소 원소이다. (다시 말해, 몫대수 {\displaystyle \Sigma /\operatorname {Null} (\Sigma ,\mu )}의 순서론적 원자이다.) 즉, 다음 두 조건을 만족시키는 원소 {\displaystyle S\in \Sigma }이다.
- {\displaystyle \mu (S)>0}
- 임의의 {\displaystyle S'<S}에 대하여, {\displaystyle \mu (S')=0}

원자를 갖지 않는 측도를 비원자적 측도(非原子的測度, 영어: nonatomic measure)라고 한다.
다음 데이터가 주어졌다고 하자.
- {\displaystyle \Sigma }는 (추상적) 시그마 대수이다.
- {\displaystyle \mu \colon \Sigma \to [0,\infty ]}는 그 위의 비원자적 가산 가법 측도이다. 또한, {\displaystyle \mu (\top _{\Sigma })>0}이다.

그렇다면, 비원자적 측도에 대한 중간값 정리(영어: intermediate-value theorem for nonatomic measures)에 따르면, 다음 두 조건을 만족시키는 함수 {\displaystyle f\colon [0,\mu (\top _{\Sigma })]\to \Sigma }가 존재한다.
- {\displaystyle f}는 증가 함수이다. 즉, 임의의 {\displaystyle 0\leq a\leq b\leq \mu (\top _{\Sigma })}에 대하여 {\displaystyle f(a)\leq f(b)}이다.
- {\displaystyle f}는 {\displaystyle \mu }의 오른쪽 역함수이다. 즉, 임의의 {\displaystyle a\in [0,\mu (\top _{\Sigma })]}에 대하여 {\displaystyle \mu (f(a))=a}이다.

따라서, 이러한 {\displaystyle \Sigma }의 크기는 {\displaystyle 2^{\aleph _{0}}} 이상이며, 만약 어떤 집합 {\displaystyle X}에 대하여 {\displaystyle \Sigma \subseteq \operatorname {Pow} (X)}라면 {\displaystyle X}의 크기 역시 {\displaystyle 2^{\aleph _{0}}} 이상이다.

## 분류
가산 가법 측도 대수 {\displaystyle \mu \colon \Sigma \to [0,\infty ]}가 다음 조건을 만족시킨다면 동질 측도 대수(同質測度代數, 영어: homogeneous measure algebra)라고 한다.
- 임의의 두 {\displaystyle S,T\in \Sigma }에 대하여, 만약 {\displaystyle \mu (S),\mu (T)>0}일 경우, {\displaystyle \operatorname {wt} (\mu \upharpoonright \downarrow \{S\})=\operatorname {wt} (\mu \upharpoonright \downarrow \{T\})}이다.

여기서 {\displaystyle \operatorname {wt} }는 (유사 거리 공간으로서의) 무게이며, {\displaystyle \downarrow }는 하집합을 뜻하며, {\displaystyle \upharpoonright }은 하집합에 제한하여 얻는 측도 대수를 뜻한다.
마하람 정리(영어: Maharam’s theorem)에 따르면, 다음이 성립한다.
- 모든 가산 가법 측도 대수는 가산 개의 동질 측도 대수들의 직합이다.[5]:280, Theorem 9.3.5(i)[6]:109, Theorem 1
- 모든 동질 측도 대수에 대하여, 만약 확률 측도 대수라면, 어떤 기수 {\displaystyle \kappa }에 대하여 {\displaystyle P(\kappa )}와 동형이다.[5]:280, Theorem 9.3.5(ii)[6]:111, Theorem 2

여기서, {\displaystyle P(\kappa )}는 곱공간 {\displaystyle [0,1]^{\kappa }}의 측도 대수이다. 즉, 닫힌구간 {\displaystyle [0,1]} 위에 르베그 측도를 부여한 뒤, {\displaystyle \kappa }개의 곱측도를 취하고, 영집합 시그마 아이디얼에 대한 몫을 취하여 얻는 측도 대수이다.

## 예

### 집합 위의 측도
임의의 불 대수 {\displaystyle B} 위에서, 값 0을 갖는 상수 함수는 항상 유한 가법 측도를 이루며, 만약 {\displaystyle B}가 {\displaystyle \kappa }-완비 불 대수라면 이는 {\displaystyle \kappa }-가법 측도이다.
셈측도는 집합의 원소 개수를 의미하는 측도이다. 이는 유한 집합 위에 사용되는 통상적인 측도이다.
디랙 측도(영어: Dirac measure)는 집합에 특정 원소가 포함되는지에만 값이 결정된다. 어떠한 원소 {\displaystyle a\in X}에 대해, 디랙 측도 {\displaystyle \delta _{a}(E)}는 {\displaystyle E}에 {\displaystyle a}가 포함되면 1, 그렇지 않으면 0의 값을 가진다. 즉, 지시 함수 {\displaystyle \mathbf {1} _{E}(a)}로 표현할 수 있다. 디랙 측도는 디랙 델타 함수를 측도로 표현한 것으로 볼 수 있다.
집합론에서는 측정 측도가 존재할 수 있는 기수를 가측 기수라고 한다.
불 대수 {\displaystyle B} 위의 극대 필터 {\displaystyle U\subseteq B}가 주어졌을 때, 다음과 같은 유한 가법 확률 측도를 정의할 수 있다.
{\displaystyle \mu (b)={\begin{cases}1&b\in B\\0&b\not \in B\end{cases}}}

### 위상 공간
임의의 거리 공간 위에는 하우스도르프 측도라는 측도가 존재한다.
유클리드 공간 위에는 통상적으로 르베그 측도가 사용된다.
위상군 위에는 하르 측도라는 측도가 존재한다.

## 역사
1898년 저서에서 에밀 보렐은 구간의 길이의 개념을 가산 가법성을 사용하여 실수선의 보렐 집합에 대하여 일반화하였다. 즉, 현대적인 용어로 보렐은 실수선의 보렐 집합의 르베그 측도를 정의하였다.
이후 1902년 박사 학위 논문에서 앙리 르베그는 보렐의 이론을 간략화·일반화하였으며, 고차원 유클리드 공간의 르베그 측도를 정의하였고, 이를 통하여 함수의 적분 이론을 전개하였다.

## 같이 보기
- 거의 어디서나
- 카라테오도리 확장 정리
- 푸비니 정리
- 파투 보조정리
- 하우스도르프 측도
- 르베그 적분
- 르베그 측도
- 가측 기수
- 가측 함수
- 외측도
- 부피 형식

## 참고 문헌
- 이외숙; 최병선 (2003). 《측도론》. IM&F시리즈 5. 세경사. ISBN 978-89-7127087-5.
- Kubrusly, Carlos S. (2015). 《Essentials of measure theory》 (영어). Springer-Verlag. doi:10.1007/978-3-319-22506-7. ISBN 978-3-319-22505-0. Zbl 06482035.
- Cohn, Donald L. (2013). 《Measure theory》. Birkhäuser Advanced Texts Basler Lehrbücher (영어) 2판. Birkhäuser. doi:10.1007/978-1-4614-6956-8. ISBN 978-1-4614-6955-1. ISSN 1019-6242. Zbl 1292.28002.
- Elstrodt, Jürgen (2011). 《Maß- und Integrationstheorie》. Springer-Lehrbuch (독일어) 7판. Springer-Verlag. doi:10.1007/978-3-642-17905-1. ISBN 978-3-540-15307-8. ISSN 0937-7433. Zbl 1259.28001.
- Athreya, Krishna B.; Lahiri, Soumendra N. (2006). 《Measure theory and probability theory》. Springer Texts in Statistics (영어). Springer-Verlag. doi:10.1007/978-0-387-35434-7. ISBN 978-0-387-32903-1. ISSN 1431-875X. Zbl 1125.60001.
- Athreya, Siva R.; Sunder, V. S. (2008). 《Measure & probability》 (영어). CRC Press. ISBN 978-143980126-0. Zbl 1180.60001.
- 盛田 健彦(もりた たけひこ) (2004년 5월 31일). 《実解析と測度論の基礎》. 数学レクチャーノート 基礎編 (일본어) 4. 培風館. ISBN 4-563-00648-3. 2016년 9월 19일에 원본 문서에서 보존된 문서. 2016년 9월 13일에 확인함.
- Rana, Inder K. (2002). 《An introduction to measure and integration》. Graduate Studies in Mathematics (영어) 45 2판. American Mathematical Society. ISBN 978-0-8218-2974-5.
- Doob, Joseph Leo (1994). 《Measure theory》. Graduate Texts in Mathematics (영어) 143. Springer-Verlag. doi:10.1007/978-1-4612-0877-8. ISBN 978-0-387-94055-7. ISSN 0072-5285. Zbl 0791.28001.
- Malliavin, Paul; Airault, Hélène (1994). 《Intégration et analyse de Fourier: probabilités et analyse gaussienne》. Collection maîtrise de mathématiques pures (프랑스어) 2판. 파리: Masson.
- Bauer, Heinz (1992). 《Maß- und Integrationstheorie》. De Gruyter Lehrbuch (독일어) 2판. De Gruyter. ISBN 978-3-11-087173-9. ISSN 0937-7433. Zbl 0748.28001. 2016년 9월 20일에 원본 문서에서 보존된 문서. 2016년 9월 12일에 확인함.
- Kelley, John Leroy; Srinivasan, T. P. (1988). 《Measure and integral. Volume 1》. Graduate Texts in Mathematics (영어) 116. Springer-Verlag. doi:10.1007/978-1-4612-4570-4. ISBN 978-0-387-96633-5. ISSN 0072-5285.
- Oxtoby, John C. (1980). 《Measure and category: a survey of the analogies between topological and measure spaces》. Graduate Texts in Mathematics (영어) 2 2판. Springer-Verlag. doi:10.1007/978-1-4684-9339-9. ISBN 978-0-387-90508-2. ISSN 0072-5285. MR 584443. Zbl 0435.28011.
- 吉田 耕作(よしだ こうさく) (1976). 《測度と積分》. 岩波講座基礎数学 (일본어). 岩波書店.
- Pitt, H. R. (1957). 《Lectures on measure theory and probability》 (PDF) (영어). 뭄바이: Tata institute of Fundamental Research.
- Halmos, Paul R. (1950). 《Measure theory》. Graduate Texts in Mathematics (영어) 18. Springer-Verlag. doi:10.1007/978-1-4684-9440-2. ISBN 978-0-387-90088-9. ISSN 0072-5285. Zbl 0040.16802.